# دیپلماسی (فیلم ۱۹۱۶)
دیپلماسی (انگلیسی: Diplomacy) یک فیلم به کارگردانی سیدنی الکات است که در سال ۱۹۱۶ منتشر شد. از بازیگران آن می‌توان به ماری دورو اشاره کرد. داستان این فیلم از تئاتری به همین نام از ویکتورین ساردو گرفته شده‌است. «دیپلماسی» اکنون یک فیلم گمشده به‌شمار می‌رود و فقط بخشی از آن در کتابخانه کنگره آمریکا وجود دارد.